# Йепсен, Мария
Мария Йепсен (нем. Maria Jepsen, родилась 19 января 1945 года, Бад-Зегеберг) — первая в мире женщина-епископ (в лютеранской церкви).

## Биография
Родилась в 1945 году в Германии, Бад-Зегеберг (Шлезвиг-Гольштейн).
После окончания школы изучала евангелическую теологию и классическую филологию в Тюбингене, Киле и Марбурге.
В 1970 году в Киле держала свой первый теологический экзамен и два года прослужила в приходе викарием (заместителем пастора).
После второго экзамена была назначена пастором общины в Мельдорфе (Шлезвиг-Гольштейн).
За следующие 19 лет Мария один раз сменила приход.
В 1991 году стала старшим пастором в Харбурге, а 4 апреля 1992 года стала первой в мире женщиной, избранной на пост епископа.